# Centaurea guarensis
Centaurea guarensis là một loài thực vật có hoa trong họ Cúc. Loài này được J.M.Monts. mô tả khoa học đầu tiên năm 1986.